# Норницы
 Норницы (лат. Heleioporus) — род бесхвостых земноводных из семейства Limnodynastidae.

## Классификация
На февраль 2023 года в род включают 6 видов:
- Heleioporus albopunctatus (Gray, 1841) — Пятнистая норница
- Heleioporus australiacus (Shaw & Nodder, 1795) — Голубоватая норница
- Heleioporus barycragus (Lee, 1967) — Желтобокая норница
- Heleioporus eyrei (Gray, 1845) — Стонущая норница
- Heleioporus inornatus (Lee & Main, 1954) — Шоколадная норница
- Heleioporus psammophilus (Lee & Main, 1954) — Песчаная норница

## Примечания

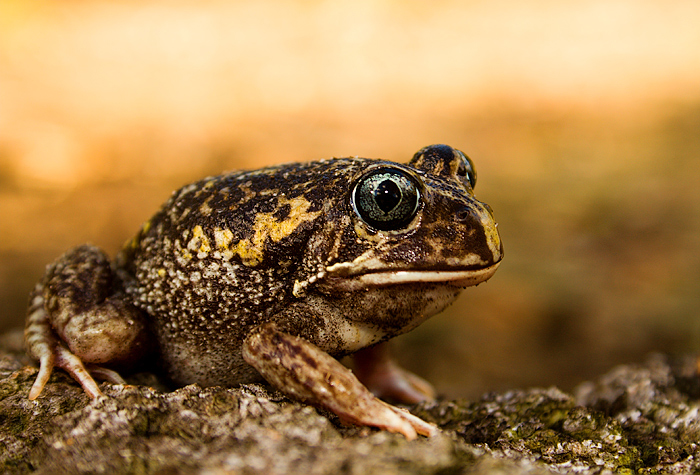
Стонущая норница Heleioporus eyrei